# Bureau international de la paix
Pour les articles homonymes, voir BIP et IPB.
Le Bureau international de la paix (BIP) (en anglais International Peace Bureau – IPB) est la plus ancienne organisation internationale pour la paix. Elle fut fondée en 1891 et récompensée par le prix Nobel de la paix en 1910.
Le BIP fut fondé sous le nom Bureau international permanent de la paix. Il se fait connaître sous le nom Bureau international de la paix dès 1912. De 1946 à 1961 il œuvra sous le nom Comité de liaison international des organisations de paix – CLIOP (en anglais International Liaison Committee of Organizations for Peace – ILCOP).

## Historique

### Premières années
Le Bureau International Permanent de la Paix fut fondé à l'issue du 3econgrès universel pour la paix à Rome en 1891. Fredrik Bajer fut l'un de ses principaux fondateurs et son premier président. Établi à Berne comme devant être le bureau central et l'organe exécutif de l'Union internationale des sociétés de paix « afin de coordonner les activités des différentes sociétés de paix et de promouvoir le concept de résolution pacifique des conflits internationaux », le Bureau fut, durant ses jeunes années, pratiquement synonyme de la branche populaire du mouvement pacifiste de l'époque - c'est-à-dire que la totalité des organisations de paix de l'époque y étaient affiliées, et présentaient une certaine homogénéité dans leur idéologie et leurs programmes.
Parmi les actions présentes dans ces programmes figuraient majoritairement des procédures d'arbitrage, des traités de paix bilatéraux, la création d'une cour de justice internationale permanente et d'un certain nombre de corps juridictionnels intergouvernementaux ou supranationaux pour la coopération et la négociation entre les nations. Afin de répandre et de promouvoir ces idées, le Bureau organisa les congrès annuels de la paix, publia son agenda et mit en pratique ses décisions. Il créa également un moyen de communication entre les différents individus et associations œuvrant pour la paix, rassembla et publia leurs informations, le plus souvent grâce à sa Correspondance bimensuelle ou son Annuaire du mouvement pacifiste édité chaque année. Avant que le Bureau ne reçut le prix Nobel de la paix en 1910, les fonds destinés aux activités de communication étaient limités (variant d'une année sur l'autre de 8 000 à 9 000 francs).
Parallèlement avec l'Union interparlementaire, avec laquelle il entretenait des liens étroits, le BIP influença tant les politiciens que le grand public dans le domaine de la recherche de la paix, réussissant notamment à promouvoir ce qui prit finalement la forme de la Société des Nations.

### Après la Première Guerre mondiale
La Première Guerre mondiale porta non seulement un coup dur aux activités du Bureau mais mit également un terme à l'Union internationale des sociétés de paix. Par conséquent, une fois la guerre terminée, le BIP ne fut pas en mesure de garder la même position prépondérante parmi les organisations et institutions internationales. Puisque dès lors, un corps intergouvernemental existait - aussi peu efficace soit-il - et puisque les idées d'arbitrage, de médiation... étaient acceptées par un grand nombre de gouvernements, il n'était plus vraiment utile qu'une organisation non gouvernementale focalise ses activités autour de ces problématiques. Le mouvement international pour la paix se développa alors en une multiplicité d'idéologies, d'intérêts et de projets différents, ce qui ne rendit plus ni possible ni même désirable l'existence d'un organisme coordinateur. Ainsi, le BIP dut trouver par lui-même sa propre image de marque. L'organisation concentra principalement ses efforts sur la diffusion de certaines idées et propositions relatives au mouvement pacifiste -  représentant les préoccupations les plus largement acceptées parmi l'opinion des organisations non-gouvernementales sur les questions de la paix et les actions humanitaires - au niveau des cercles de décision gouvernementaux et intergouvernementaux.
Afin de faciliter la restructuration des activités de la société, et dans la perspective de travailler en plus étroite collaboration avec la Société des Nations nouvellement créée, le Bureau déménagea en 1924 à Genève. Il continua à organiser ses conférences annuelles, mit sur pied sa bibliothèque et poursuivit ses activités de publication de périodiques.

### Pendant la Seconde Guerre mondiale
Durant la Seconde Guerre mondiale, pour des raisons techniques et idéologiques, le travail du BIP dut être stoppé, et ses capitaux furent temporairement placés sous la supervision des autorités suisses. En 1946, certaines des anciennes organisations membres se réunirent afin de rétablir le Bureau et son travail. Il résulta de cette réunion la création d'une nouvelle organisation internationale, le Comité de liaison international des organisations de paix (CLIOP) qui, après plusieurs années de négociations, fut reconnu le 20 janvier 1961 par le conseil fédéral suisse comme le successeur légal de l'ancienne Union internationale des sociétés de paix ; les capitaux du Bureau furent rétrocédés au CLIOP et son fonds documentaire mis en dépôt aux Nations unies à Genève. Peu après, le CLIOP reprit le nom de BIP qui désignait désormais aussi bien l'organisation internationale et ses succursales que son secrétariat à Genève ; l'administration de ses fonds fut transférée à la fondation CLIOP nouvellement créée qui a le statut et la fonction de corps légal selon la loi suisse.

## Organisation

### Membres
De nos jours, l'adhésion est ouverte :
- aux organisations internationales œuvrant principalement pour la paix et la coopération internationale,
- aux conseils nationaux de la paix ou aux autres fédérations coordonnant les mouvements pacifistes de chaque pays,
- aux organisations internationales ayant la promotion de la paix et de la coopération internationale comme l'un de ses buts,
- aux organisations locales et nationales travaillant directement pour la promotion de la paix et de la coopération internationale, ou y travaillant activement parmi ses activités.

L'adhésion associée sans droit de vote est également ouverte aux organisations ou aux individus partageant les perspectives du BIP.

### Buts
Le but du BIP est de « servir la cause de la paix au travers de la promotion de la coopération internationale et des solutions non-violentes aux conflits internationaux ». Cela est pratiquement identique aux objectifs initiaux de l'organisation, mais il doit maintenant, dans la plupart des cas, être interprété et appliqué différemment afin de correspondre à la situation internationale actuelle. Le Bureau travaille toujours dans le but de faciliter la communication entre les différentes organisations pacifistes nationales et internationales, ainsi qu'entre ces organisations et les corps gouvernementaux et intergouvernementaux, agissant de la sorte en accord avec son principe directeur de non-alignement avec de telles entités. Il agit toujours en tant que centre de vérification des idées, et il coordonne toujours les activités des différentes organisations pacifistes, mais seulement jusqu'au point auquel le souhaitent les membres - il n'agit plus comme un représentant permanent, un organisme preneur de décision, ou un porte-parole pour le mouvement pacifiste dans son ensemble. Il organise toujours son activité autour des conférences internationales qu'il organise, mais ces meetings sont plutôt désormais des « réunions de travail » ou des « séminaires » plutôt que des congrès, et ils se portent principalement sur différents aspects d'un sujet spécifique ou d'un projet plutôt que d'essayer de donner un aperçu général de tous les problèmes généraux gravitant autour de la question de la paix et du pacifisme, comme les anciennes conférences le faisaient jadis.

### Actions
Durant ces dernières années, le Bureau a adopté quatre démarches procédurales visant à la réalisation des projets suivants : rassembler la documentation actuellement disponible en un « document de travail » issu des conférences (elles-mêmes précédées généralement par un séminaire préparatoire de plus petite envergure), dont les participants sont sélectionnés dans le but d'assurer la présence des trois catégories de participants suivantes :
- les représentants de gouvernements et d'organismes gouvernementaux,
- les chercheurs, experts et autres personnes travaillant dans le domaine de la promotion de la paix,
- les représentants des organisations de paix et des autres organisations nationales et internationales concernées spécifiquement par les sujets abordés lors de la conférence en cours de préparation.

Les trois autres démarches entamées concernent l'édition, la publication et la distribution des rapports produits à la suite des conférences - complétés avec les documents rassemblés lors de celles-ci - ainsi que des réactions ayant fait suite aux décisions et aux conclusions de ces conférences - ce qui implique dans bien des cas la transmission de proposition de résolutions à certains organismes gouvernementaux ou intergouvernementaux.
En 2017 le Bureau déménage une fois de plus pour Berlin, ville qui est aujourd'hui la résidence du siège du BIP.

### Publications
Le Bureau publie de 1912 à 1940 Le mouvement pacifiste : organe du Bureau international de la paix.

### Liste des congrès
- 1902 : XIe congrès à Monaco

## Prix Nobel
Le travail du BIP a été récompensé en 1910 par le prix Nobel de la paix. Plusieurs de ses membres ont aussi reçu cette distinction :
- 1901 : Frédéric Passy (France), membre du conseil du BIP
- 1902 : Élie Ducommun et Albert Gobat (Suisse), premiers secrétaires honoraires du BIP
- 1905 : Bertha von Suttner (Autriche), vice-présidente honoraire du BIP
- 1907 : Ernesto Moneta (Italie), membre du conseil du BIP
- 1908 : Fredrik Bajer (Danemark), président honoraire du BIP
- 1911 : Alfred Fried (Autriche), membre du conseil du BIP
- 1913 : Henri La Fontaine (Belgique), président du BIP
- 1927 : Ludwig Quidde (Allemagne), membre du conseil du BIP
- 1959 : Philip Noel-Baker (Royaume-Uni), vice-président du BIP
- 1962 : Linus Pauling (États-Unis), vice-président du BIP
- 1974 : Seán MacBride (Irlande), président du BIP
- 1982 : Alva Myrdal (Suède), vice-présidente du BIP

## Galerie

Logo avant 2013.
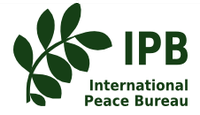
Logo actuel.